# K-Trap
K-Trap (* 21. Oktober 1995 in London; bürgerlicher Name Devonte Perkins) ist ein Süd-Londoner Rapper aus der Drill-Szene. Seit 2018 ist er in seiner Heimat vor allem mit seinen Mixtapes erfolgreich.

## Biografie
Devonte Perkins alias K-Trap ist ein bekanntes Mitglied in der britischen Drill-Szene. In den vergangenen Jahren wurden zahlreiche Mixtapes, unter anderem The Re-Up (2018) und No Magic (2019) veröffentlicht. Mit Street Side Effects feierte er sein Debüt und veröffentlichte so sein erstes offizielles Album. 2021 erschien ein neues Werk unter dem Namen Trapo.

## Diskografie

### Alben
| Jahr | Titel Musiklabel                         | Höchstplatzierung, Gesamtwochen, AuszeichnungChartsChartplatzierungen (Jahr, Titel, Musiklabel, Platzierungen, Wochen, Auszeichnungen, Anmerkungen) | Anmerkungen                                                 |
| Jahr | Titel Musiklabel                         | UK | Anmerkungen                                                 |
| ---- | ---------------------------------------- | --- | ----------------------------------------------------------- |
| 2018 | The Re-Up K-Trap                         | UK37 (2 Wo.)UK | Mixtape Erstveröffentlichung: 29. Juni 2018                 |
| 2019 | No Magic Black Butter Limited            | UK33 (2 Wo.)UK | Erstveröffentlichung: 27. Juni 2019 Mixtape                 |
| 2020 | Street Side Effects Black Butter Limited | UK26 (1 Wo.)UK | Erstveröffentlichung: 13. November 2020                     |
| 2021 | Trapo Thousand8                          | UK33 (2 Wo.)UK | Erstveröffentlichung: 10. September 2021 Mixtape            |
| 2022 | Joints BXB Ent./Thousand8                | UK18 (2 Wo.)UK | Erstveröffentlichung: 25. März 2022 Mixtape mit Blade Brown |
| 2022 | The Last Whip II BXB Ent./Thousand8      | UK12 (2 Wo.)UK | Erstveröffentlichung: 30. September 2022                    |
| 2023 | Strength to Strength                     | UK4 (2 Wo.)UK | Erstveröffentlichung: 22. September 2023 mit Headie One     |
| 2024 | Smile?                                   | UK10 (1 Wo.)UK | Erstveröffentlichung: 31. Mai 2024                          |

Weitere Mixtapes
- 2017: The Last Whip

### Singles
| Jahr | Titel Interpretation                                    | Höchstplatzierung, Gesamtwochen, AuszeichnungChartplatzierungen (Jahr, Titel, Interpretation, Platzierungen, Wochen, Auszeichnungen, Anmerkungen) | Höchstplatzierung, Gesamtwochen, AuszeichnungChartplatzierungen (Jahr, Titel, Interpretation, Platzierungen, Wochen, Auszeichnungen, Anmerkungen) | Anmerkungen                                                 |
| Jahr | Titel Interpretation                                    | DE | UK | Anmerkungen                                                 |
| --- | ------------------------------------------------------- | --- | --- | ----------------------------------------------------------- |
| 2018 | Airforce Digdat featuring K-Trap / Krept & Konan        | — | UK20 Gold · (8 Wo.)UK | Erstveröffentlichung: 9. November 2018                      |
| 2019 | Big Mood                                                | — | UK66 (1 Wo.)UK | Erstveröffentlichung: 28. Juni 2019                         |
| 2019 | I Spy Krept & Konan featuring Headie One & K-Trap       | — | UK18 Gold · (10 Wo.)UK | Erstveröffentlichung: 12. Juli 2019                         |
| 2019 | Joints Blade Brown featuring K-Trap                     | — | UK70 (1 Wo.)UK | Erstveröffentlichung: 13. August 2019                       |
| 2020 | Are You Mad Yxng Bane featuring K-Trap                  | — | UK66 (2 Wo.)UK | Erstveröffentlichung: 1. Mai 2020                           |
| 2023 | Pay per View DJ Jeezy featuring Luciano, Murda & K-Trap | DE72 (1 Wo.)DE | — | Erstveröffentlichung: 1. September 2023                     |
| 2023 | Park Chinois Headie One feat. K-Trap                    | — | UK39 (8 Wo.)UK | Erstveröffentlichung: 15. September 2023                    |
| 2024 | Heaven or Hell                                          | — | UK47 (… Wo.)UK | Erstveröffentlichung: 9. Februar 2024                       |
| Folgende Lieder erschienen nicht als Single, wurden aber durch das Album zum Download und Streaming bereitgestellt und konnten somit eine Platzierung erlangen: |                                                         | | |                                                             |
| |                                                         | | |                                                             |
| 2022 | Warm The Last Whip II                                   | — | UK17 Gold · (9 Wo.)UK | Charteinstieg: 13. Oktober 2022                             |
| 2022 | Extra Sleeve The Last Whip II                           | — | UK71 (1 Wo.)UK | Charteinstieg: 13. Oktober 2022 feat. Headie One            |
| 2023 | Triple Threat Strength to Strength                      | — | UK31 (3 Wo.)UK | Charteinstieg: 5. Oktober 2023 mit Headie One feat. Clavish |

Weitere Singles
- 2022: Interlude (UK: Silber)